# Урманська сільська рада (Росія)

Урма́нська сільська рада (рос. Урманский сельский совет) — муніципальне утворення у складі Іглінського району Башкортостану, Росія. Адміністративний центр та єдиний населений пункт — село Урман.

## Населення
Населення — 2628 осіб (2019, 2877 в 2010, 2504 в 2002).